# Língua tamanaku
Tamanaku (Tamañkú) é uma língua caribe extinta da Venezuela.

## Fonologia

### Consoantes
|             | Bilabial | Alveolar | Palatal | Velar | Glotal |
| ----------- | -------- | -------- | ------- | ----- | ------ |
| Oclusiva    | p        | t        |         | k     | ʔ      |
| Africada    |          |          | ts (dz) |       |        |
| Fricativa   | [β]      |          |         |       | [h]    |
| Nasal       | m        | n        | [ɲ]     |       |        |
| Líquida     |          | r [l]    |         |       |        |
| Aproximante | w        |          | j       |       |        |

As paradas podem ter alofones sonoros de [bd ɡ]. Alofones de /p, n, r/ include [β h ɲ l].

### Vogais
|         | Anterior | Central | Posterior |
| ------- | -------- | ------- | --------- |
| Fechada | eu ĩ     | ɨ ɨ̃     | u ũ       |
| Média   | e ẽ      | ə ə̃     | o õ       |
| Aberta  |          | a ã     |           |